# 鉤鑲

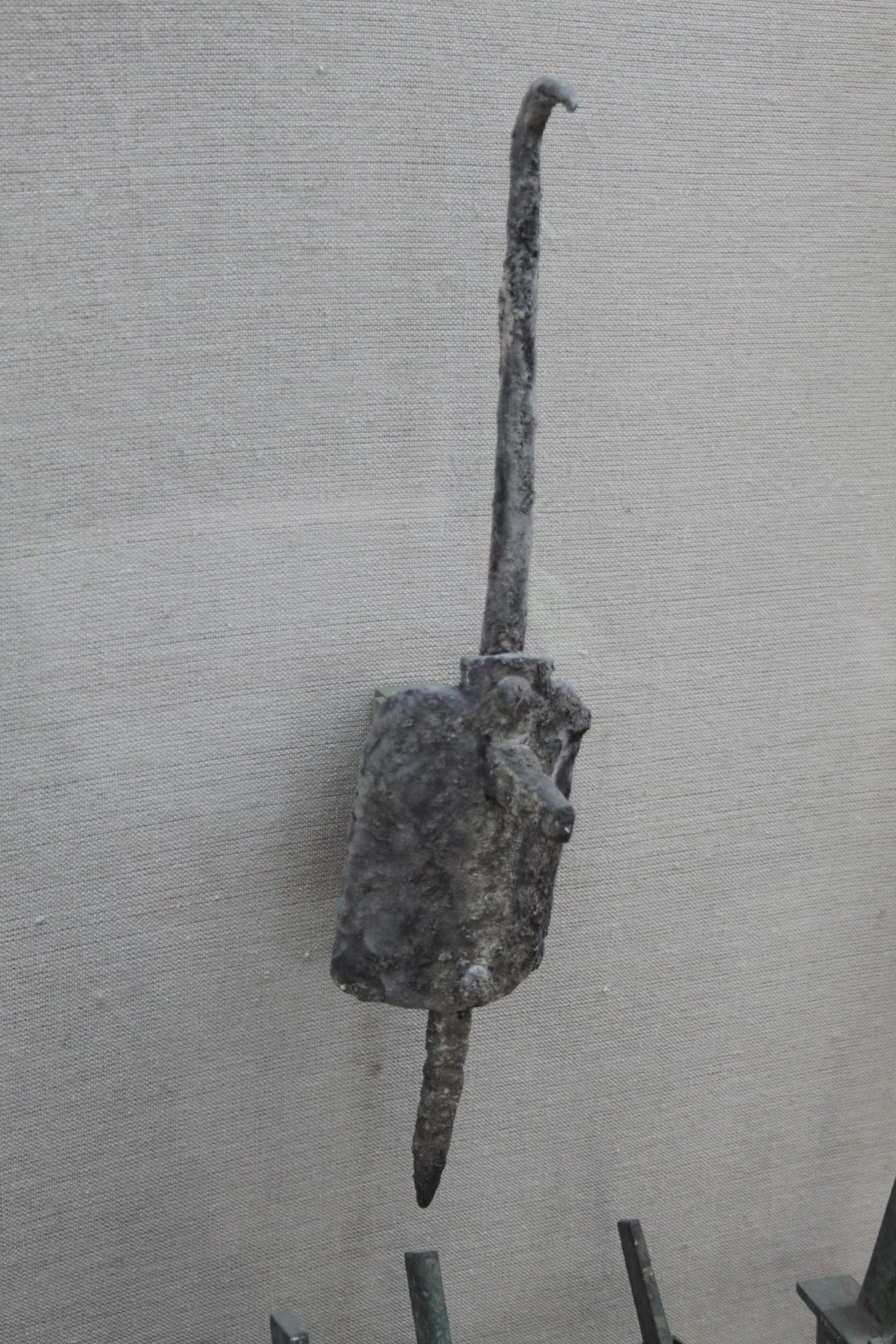
鉤鑲。河北省保定市の満城漢墓より出土

鉤鑲（こうじょう）は古代中国で用いられた盾の一種で、盾の上下に弓なり状のフックがあるのが特徴である。鉤鑲は漢の時代に登場した兵器で、上下のフックで相手の武器を絡め取り、もう片手の剣で攻撃するという戦法を取った。これは当時の主流な武器である戟に対して有効な戦法であったが、槍などの直線状の武器や、飛び道具などの防御には適していなかったことから、それらの武器が発達した東晋の時代以降は廃れていった。

## 形状
漢代の一時期にのみ用いられた鉤鑲は、同時代の墳墓からの出土品や、墳墓の石室に彫られた絵図などから形状を知ることができる。
鉤鑲は鉄製で、直径約30センチメートルほどの五角形をした小型の盾の上下に、弓なり状のフックが取り付けられている。上下のフックはリベットで固定されており、盾の裏側に持ち手がある。盾は拳で握るために、中央部分が外向けにへこんでいる。盾の中心にも小さなナイフのような突起物があるが、刃があったかどうかは不明。
江蘇省徐州市雲竜区にある獅子山漢楚王墓（前漢の第二代楚王劉郢客か、その子にして第三代楚王の劉戊の墓とされる）から出土した鉤鑲は、全長が92センチメートル、中央の盾は長さ36センチメートル、幅15センチメートルほどあり、重量は約1.7キログラムほどあった。

## 歴史
戦闘に鉤状の道具を用いるという発想は戦国時代からあり、『墨子』第15巻では長さ4尺（約90センチメートル）ほどの「鉄鉤鉅」と呼ばれる道具が攻城側あるいは守備側の道具として登場している。
鉤鑲に関する最初期の文献資料は1993年に江蘇省連雲港市東海県温泉鎮尹湾村で出土した前漢時代の簡牘群（尹湾漢簡）の1つ、「武庫永始四年兵車器集簿」（紀元前13年）に「鑲」の字がある。時代は下って、後漢時代に劉熙が著した辞典、『釈名』釈兵編の中にも鉤鑲、あるいは椎鑲（すいじょう）、鉤引（こういん）の名で紹介されている。
出土品では、前出の獅子山漢楚王墓からほぼ完全な形状で発見された他、河北省保定市の満城漢墓（前漢の皇族の劉勝の墳墓）などからも発掘されている。
山東省済寧市嘉祥県紙坊鎮にある前漢の豪族の武氏一族の墳墓（武氏祠）石室にあった彫刻群の中にも、鉤鑲を持った兵士の姿が描かれている。この「水陸攻戦図」と第された画象石がいつどの戦いを記したのか長らく謎であったが、同じような画像が同じ山東省日照市莒県東莞鎮出土の画象石や、内モンゴル自治区フフホト市ホリンゴル県（漢代の定襄郡）墳墓で発見された壁画で発見され、さらに曹操の墓とされる西高穴2号墓からも同じ題材の画像石が見つかっている。それらに記された文字から、漢の時代に父の仇を討つために橋上の馬車に乗る人物（咸陽もしくは長安の令とされる）を襲った七人の女の故事（七女復仇）を記した図と推測されている。後漢書列女伝などの史書に七女の故事についての記述がないので詳細は定かではないが、墳墓の題材として好んで用いられた。

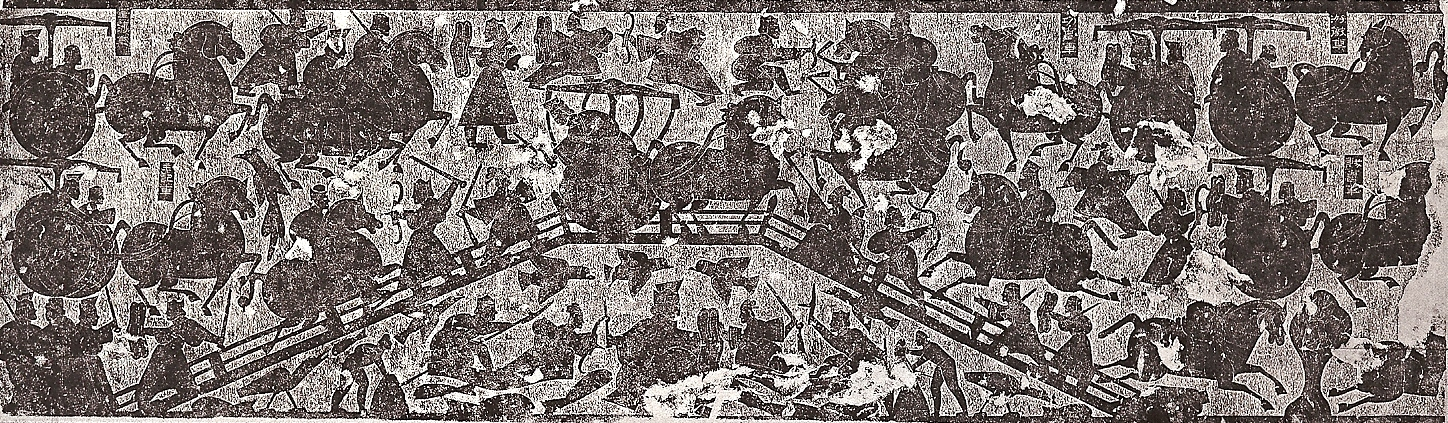
済寧市嘉祥県の武氏祠石室にある「水陸攻戦図」。鉤鑲を持った兵士が散見される

いずれの文献、出土品も漢代に集中している。この時期は剣や直刀が制式の武器として普及し、兵士や官僚が平時に携える武器として定着した時代と重なるため、剣や直刀での戦闘で有用な補助兵器として開発されたと考えられる。
だが、後漢の時代になると匈奴との戦いの中で騎馬戦闘が主体となるにつれ、鉤鑲が持つ防御的な有効性は薄れていくこととなる。前述の武庫永始四年兵車器集簿にも馬甲（馬用の鎧）について記されており、この時代から重装騎兵の発展が見られる。同時に、鉤鑲は戦車や歩兵が繰り出す丁字型の戟に対しては有効だったが、直線状の矛やその後継として発達した槍、さらに馬上から振り下ろされる直刀に対する防御は期待できなかった。さらに弓の技術が発達したことにより、小型であるだけに盾としての機能に乏しかった。
いずれにせよ、鉤鑲は東晋時代までは使われていたが、やがて五胡十六国時代になって各国の国力が疲弊し、金属製の鉤鑲を配備する余裕がなくなったことから戦場から姿を消すこととなる。以降、類似の兵器が登場することはなく、現品が発掘された最近まで忘れられた兵器になっていた。